# أورفيل أي بابكوك
أورفيل أي بابكوك (بالإنجليزية: Orville E. Babcock) (و. 1835 – 1884 م)هو ضابط من الولايات المتحدة الأمريكية . ولد في فرانكلين .
توفي في دايتونا بيتش، فلوريدا .بسبب غرق .

## التعليم
تعلم في الأكاديمية العسكرية الأمريكية.

## روابط خارجية
- أورفيل أي بابكوك على موقع الموسوعة البريطانية (الإنجليزية)